# How to Be a Heartbreaker
"How to Be a Heartbreaker" é uma canção da artista musical galesa Marina and the Diamonds contida em seu segundo álbum de estúdio Electra Heart (2012). Foi composta pela própria juntamente com Ammar Malik, Daniel Omelio, Dr. Luke, Cirkut e Benny Blanco, sendo produzida pelos três últimos. A faixa foi lançada como terceiro single do disco em 26 de janeiro de 2013.

## Faixas e formatos
| Download digital |                            |         |  |
| N.º              | Título                     | Duração |  |
| 1.               | "How to Be a Heartbreaker" | 3:41    |  |

| Extended play (EP) digital do Reino Unido |                                                |         |  |
| N.º                                       | Título                                         | Duração |  |
| 1.                                        | "How to Be a Heartbreaker"                     | 3:41    |  |
| 2.                                        | "How to Be a Heartbreaker" (Kat Krazy Remix)   |         |  |
| 3.                                        | "How to Be a Heartbreaker" (Almighty Remix)    |         |  |
| 4.                                        | "How to Be a Heartbreaker" (Kitty Pryde Remix) |         |  |
| 5.                                        | "How to Be a Heartbreaker" (Baunz Remix)       |         |  |

## Desempenho nas tabelas musicais

### Posições
| Tabela musical (2012)                       | Melhor posição |
| ------------------------------------------- | -------------- |
| Dinamarca (Tracklisten)                     | 23             |
| Finlândia (IFPI Finlândia)                  | 23             |
| Hungria (Magyar Hanglemezkiadók Szövetsége) | 36             |
| Irlanda (Irish Recorded Music Association)  | 21             |

## Histórico de lançamento
| País           | Data                   | Formato          | Gravadora             |
| -------------- | ---------------------- | ---------------- | --------------------- |
| Nova Zelândia  | 27 de setembro de 2012 | Download digital | 679 Artists, Atlantic |
| Irlanda        | 14 de dezembro de 2012 | Download digital | 679 Artists, Atlantic |
| Reino Unido    | 7 de dezembro de 2012  | Download digital | 679 Artists, Atlantic |
| Estados Unidos | 26 de janeiro de 2013  | Rádio mainstream | Atlantic, Elektra     |